# Carex amgunensis
Carex amgunensis är en halvgräsart som beskrevs av Friedrich Schmidt. Carex amgunensis ingår i släktet starrar, och familjen halvgräs. Inga underarter finns listade i Catalogue of Life.